# Sent Antòni d'Eila
Sent Antòni d'Eila (en francès Saint-Antoine-sur-l'Isle) és un municipi francès situat al departament de la Gironda i a la regió de la Nova Aquitània.

## Demografia
| 1962                                       | 1968 | 1975 | 1982 | 1990 | 1999 | 2007 |
| ------------------------------------------ | ---- | ---- | ---- | ---- | ---- | ---- |
| 430                                        | 437  | 405  | 387  | 396  | 435  | 534  |
| Des de 1962: població sense dobles comptes |      |      |      |      |      |      |

## Administració
| Període | Identitat             | Partit |
| ------- | --------------------- | ------ |
| 2008-   | Paquerette Peyridieux |        |